# Andělín Grobelný
Andělín Grobelný (21. července 1922 Závada – 4. srpna 1992 Ostrava) byl český historik, vědecký pracovník ČSAV, pedagog, redaktor a vlastivědný popularizátor.

## Životopis
Narodil se v početné rodině železničáře. Vyrůstal v česko-polském prostředí, a to jej ovlivnilo na celý život. Začal chodit do polských škol, ale po obsazení Těšínska Polskem odešel na podzim 1938 do Ostravy, aby mohl studovat na českém gymnáziu, kde v roce 1942 maturoval. Od října 1942 byl totálně nasazen v Plavně v Sasku, kde pracoval jako soustružník v továrně na automobily Vomag. V důsledku těžkého onemocnění se v září 1944 vrátil do rodné Závady.
Od května 1945 tam učil na národní škole, tři měsíce pak působil v Ostravě na Ústředním národním výboru. Na podzim 1945 konečně realizoval své přání studovat češtinu a dějepis na Filozofické fakultě MU v Brně. Zejména vliv univerzitního profesora Josefa Macůrka orientoval Antonína Grobelného na problematiku česko-polskou a usměrnil jeho vědeckou kariéru. V letech 1947–48 studoval na Jagellonské univerzitě v Krakově. Po krátkém působení na střední škole v Suché nastoupil 1952 ve Slezském studijním ústavu v Opavě. Od roku 1953 se stal vědeckým pracovníkem ČSAV, a to ve Slovanském ústavu, pobočce Brno. V roce 1958 se vrátil do Opavy do Slezského ústavu ČSAV. V roce 1958 se stal kandidátem historických věd. V roce 1963 se habilitoval prací Slezsko v období národních táborův letech 1868–71 a 1991 získal hodnost doktora věd po předložení monografie Národní politika nacistů a český průmysl 1938–45.
Ve Slezském ústavu ČSAV byl vedoucím oddělení společenských věd a od 1966 zástupcem ředitele, 1953 – 1958 byl spoluredaktorem Slezského sborníku (spolu s B. Sobotíkem), od 1959 jeho vedoucím redaktorem. Změnil image původně regionálního časopisu na odborné periodikum. Na PF v Ostravě přednášel v letech 1964-69 novější slovanské dějiny.
Grobelný organizoval řadu vědeckých konferencí s mezinárodní účastí, sám se aktivně zúčastnil mnoha sympozií a mezinárodních akcí. Byl členem vědecké rady PF v Ostravě a několika celostátních vědeckých komisí. Za husákovské normalizace byl postupně zbaven všech řídících funkcí včetně vedoucího redaktora Slezského sborníku. Na vrcholu svých tvůrčích možností byl 1984 přinucen odejít do důchodu, ale věnoval se dále vědecké práci. Po listopadu 1989 nastoupil na doporučení rehabilitační komise Slezského ústavu ČSAV zpět jako vědecký pracovník oddělení dějin Slezska. Rozsáhlé vědecké dílo Grobelného o velikém počtu publikovaných položek se soustředilo na Slezsko a Ostravsko v 16.–20. století.
Je pohřben na Ústředním hřbitově ve Slezské Ostravě (odd. 9).